# Jerry Lacy
Gerald LeRoy Lacy, detto Jerry (Sioux City, 27 marzo 1936), è un attore statunitense.

## Filmografia parziale

### Cinema
- La casa dei vampiri (House of Dark Shadow), regia di Dan Curtis (1970)
- Provaci ancora, Sam (Play It Again, Sam), regia di Herbert Ross (1972)
- Super Shark, regia di Fred Olen Ray (2011)
- Hatfields & McCoys: Cattivo sangue (Hatfields and McCoys: Bad Blood), regia di Fred Olen Ray (2012)
- Doctor Mabuse, regia di Ansel Faraj (2013)
- Doctor Mabuse: Etiopomar, regia di Ansel Faraj (2014)

### Televisione
- Dark Shadows – soap opera, 109 puntate (1967-1971)
- Love of Life – serie TV, 4 episodi (1973-1976)
- La famiglia Bradford (Eight is Enough) - serie TV, episodio 3x28 (1979)
- Fighting Back: The Story of Rocky Bleier – film TV (1980)
- Febbre d'amore (The Young and the Restless) – serie TV, 12 episodi (1979-1981)
- Romance Theatre – serie TV, 5 episodi (1982)
- Sonno di ghiaccio (Chiller), regia di Wes Craven – film TV (1985)
- The Love Boat: A Valentine Voyage – film TV (1990)
- Drake & Josh - serie TV, episodio 3x13 (2006)
- I segreti non riposano in pace (Summoned) – film TV (2013)
- The Middle - serie TV, episodio 5x15 (2014)
- Un'ospite pericolosa (Unwanted Guest) – film TV (2016)

## Doppiatori italiani
Nelle versioni in italiano delle opere in cui ha recitato, Jerry Lacy è stato doppiato da:
- Paolo Ferrari in Provaci ancora, Sam
- Angelo Nicotra ne La famiglia Bradford
- Stefano Thermes in The Middle

## Vita privata
Dal 1984 è sposato con l'attrice Julia Duffy. La coppia ha avuto due figli, Kerry nata nel 1986 e Daniel, nato nel 1989 e morto suicida nel 2019.